# خوسيه أنطونيو كارو دياز
خوسيه أنطونيو كارو دياز (بالإسبانية: José Antonio Caro Díaz)‏ (3 مايو 1994 في إسبانيا - ) هو لاعب كرة قدم إسباني في مركز حراسة المرمى. لعب مع ريال بلد الوليد.

## وصلات خارجية
- خوسيه أنطونيو كارو دياز على موقع Soccerway.com (الإنجليزية)
- خوسيه أنطونيو كارو دياز على موقع عالم كرة القدم.نت (الإنجليزية)
- خوسيه أنطونيو كارو دياز على موقع AS.com (الإسبانية)